# Takuto Otoguro
Takuto Otoguro (født 13. december 1998) er en japansk bryder, der konkurrerer i fristil.
Han repræsenterede Japan ved sommer-OL 2020 i Tokyo , hvor han tog guld i 65 kg.